# Resolución 1888 del Consejo de Seguridad de las Naciones Unidas
La Resolución 1888 del Consejo de Seguridad de las Naciones Unidas fue adoptada por unanimidad el 30 de septiembre de 2009. Fue presentada por la secretaria de Estado de los Estados Unidos, Hillary Clinton, quien también presidió la sesión. La resolución estableció la existencia de un Representante Especial de las Naciones Unidas sobre la Violencia Sexual en los Conflictos.

## Resolución
La resolución del Consejo de Seguridad ordena específicamente que las misiones de mantenimiento de la paz protejan a las mujeres y los niños de la rampante violencia sexual durante los conflictos armados, y solicitó al Secretario General que nombre un representante especial para coordinar una serie de mecanismos para combatir los crímenes.
La secretaria de Estado de los Estados Unidos, Hillary Clinton (quien en septiembre ocupaba la presidencia del organismo), el secretario general de las Naciones Unidas, Ban Ki-moon, los ministros nacionales y otros representantes de los miembros del Consejo elogiaron la adopción unánime de la Resolución 1888 (2009) como un paso adelante sustancial en muchos frentes.
Entre otras medidas, la resolución instaba al Secretario General a desplegar rápidamente un equipo de expertos en situaciones de especial preocupación en términos de violencia sexual, para trabajar con el personal de las Naciones Unidas sobre el terreno y los gobiernos nacionales en el fortalecimiento del estado de derecho.
En otros términos del texto, el Consejo afirmó que consideraría la prevalencia de violaciones y otras formas de violencia sexual al imponer o renovar sanciones selectivas en situaciones de conflicto armado.
Para mejorar la eficacia de las medidas de protección de las mujeres y los niños por parte de las misiones de mantenimiento de la paz, el Consejo decidió identificar asesores de protección de la mujer entre los asesores de género y las unidades de protección de los derechos humanos. Otras disposiciones del texto incluían el fortalecimiento del monitoreo y la presentación de informes sobre la violencia sexual, la readaptación del personal de mantenimiento de la paz, las fuerzas nacionales y la policía, y llamamientos para impulsar la participación de las mujeres en la consolidación de la paz y otros procesos posteriores al conflicto.